# Fontcouverte-la-Toussuire
Fontcouverte-la-Toussuire és un municipi francès situat al departament de la Savoia i a la regió d'Alvèrnia-Roine-Alps. L'any 2007 tenia 567 habitants.

## Demografia

### Població
El 2007 la població de fet de Fontcouverte-la-Toussuire era de 567 persones. Hi havia 240 famílies de les quals 60 eren unipersonals (20 homes vivint sols i 40 dones vivint soles), 84 parelles sense fills, 76 parelles amb fills i 20 famílies monoparentals amb fills.
La població ha evolucionat segons el següent gràfic:
Habitants censats

### Habitatges
El 2007 hi havia 2.195 habitatges, 244 eren l'habitatge principal de la família, 1.920 eren segones residències i 30 estaven desocupats. 450 eren cases i 1.717 eren apartaments. Dels 244 habitatges principals, 171 estaven ocupats pels seus propietaris, 53 estaven llogats i ocupats pels llogaters i 20 estaven cedits a títol gratuït; 16 tenien una cambra, 35 en tenien dues, 58 en tenien tres, 49 en tenien quatre i 87 en tenien cinc o més. 175 habitatges disposaven pel capbaix d'una plaça de pàrquing. A 113 habitatges hi havia un automòbil i a 116 n'hi havia dos o més.

### Piràmide de població
La piràmide de població per edats i sexe el 2009 era:
| Homes | Edats   | Dones |
| ----- | ------- | ----- |
| 0     | 95 o +  | 0     |
| 4     | 90 a 94 | 0     |
| 0     | 85 a 89 | 12    |
| 4     | 80 a 84 | 8     |
| 4     | 75 a 79 | 8     |
| 8     | 70 a 74 | 8     |
| 4     | 65 a 69 | 8     |
| 16    | 60 a 64 | 16    |
| 28    | 55 a 59 | 8     |
| 32    | 50 a 54 | 40    |
| 8     | 45 a 49 | 24    |
| 16    | 40 a 44 | 20    |
| 4     | 35 a 39 | 8     |
| 36    | 30 a 34 | 20    |
| 16    | 25 a 29 | 12    |
| 16    | 20 a 24 | 4     |
| 20    | 15 a 19 | 8     |
| 4     | 10 a 14 | 12    |
| 12    | 5 a 9   | 8     |
| 20    | 0 a 4   | 4     |

## Economia
El 2007 la població en edat de treballar era de 402 persones, 304 eren actives i 98 eren inactives. De les 304 persones actives 301 estaven ocupades (151 homes i 150 dones) i 3 estaven aturades (3 dones i 3 dones). De les 98 persones inactives 44 estaven jubilades, 31 estaven estudiant i 23 estaven classificades com a «altres inactius».

### Ingressos
El 2009 a Fontcouverte-la-Toussuire hi havia 224 unitats fiscals que integraven 518 persones, la mediana anual d'ingressos fiscals per persona era de 20.916 €.

### Activitats econòmiques
Dels 190 establiments que hi havia el 2007, 2 eren d'empreses alimentàries, 7 d'empreses de fabricació d'altres productes industrials, 13 d'empreses de construcció, 27 d'empreses de comerç i reparació d'automòbils, 4 d'empreses de transport, 42 d'empreses d'hostatgeria i restauració, 1 d'una empresa d'informació i comunicació, 7 d'empreses financeres, 16 d'empreses immobiliàries, 7 d'empreses de serveis, 59 d'entitats de l'administració pública i 5 d'empreses classificades com a «altres activitats de serveis».
Dels 36 establiments de servei als particulars que hi havia el 2009, 2 eren oficines bancàries, 1 taller de reparació d'automòbils i de material agrícola, 6 fusteries, 3 lampisteries, 1 electricista, 1 perruqueria, 20 restaurants i 2 agències immobiliàries.
Dels 22 establiments comercials que hi havia el 2009, 2 eren botiges de menys de 120 m², 2 fleques, 2 carnisseries, 1 una llibreria, 2 botigues de roba, 1 una botiga d'equipament de la llar, 11 botigues de material esportiu i 1 una joieria.
L'any 2000 a Fontcouverte-la-Toussuire hi havia 13 explotacions agrícoles que ocupaven un total de 672 hectàrees.

## Equipaments sanitaris i escolars
El 2009 hi havia 2 escoles elementals.

## Poblacions més properes
El següent diagrama mostra les poblacions més properes.